# Glyceria arkansana
Glyceria arkansana là một loài thực vật có hoa trong họ Hòa thảo. Loài này được Fernald mô tả khoa học đầu tiên năm 1929.